# Ман Рей
Ман Рей (англ. Man Ray, Emmanuel Rudzitsky, Емануїл Рудзицький, нар. 27 серпня 1890, Філадельфія — пом. 18 листопада 1976, Париж) — французький та американський художник, фотограф і кінорежисер.

## Біографія
Старший син єврейських емігрантів з Російської імперії (Ковенська губернія, Литва). Двоюрідний дід українського мистецтвознавця та видавця Артура Рудзицького.
В 1897 родина переїхала в Нью-Йорк, в 1912 Емануїл Рудзицький через поширення антисемітизму змінює прізвище на Рей. В 1908—1912 рр. Ман Рей вивчає мистецтво у Нью-Йорку. Початок захоплення фотомистецтвом. 1921 року переїжджає до Парижа. Разом з Хансом (Жаном) Арпом, Максом Ернстом, Пабло Пікассо, Хуаном Міро, — Ман Рей засновує новий напрямок в мистецтві — сюрреалізм 1925.
Створив фотопортрети (Дж. Джойса, Г. Стайн, Жана Кокто та інш), серію ню.
В 1940–1951 жив у США, працював педагогом. 1951 р. повернувся в Париж, де й помер від легеневої інфекції.